# Martti Lauronen
Martti Lauronen (ur. 15 października 1913 Joensuu, zm. 4 czerwca 1987) – fiński biegacz narciarski, złoty medalista mistrzostw świata.

## Kariera
W 1938 roku wystartował na mistrzostwach świata w Lahti. Osiągnął tam największy sukces w swojej karierze wspólnie z Jussi Kurikkalą, Paulim Pitkänenem i Klaesem Karppinenem zdobywając złoty medal w sztafecie. Na tych samych mistrzostwach zajął także piąte miejsce w biegu na 18 km techniką klasyczną. Zdobył także złoty medal podczas mistrzostw świata w Cortinie d’Ampezzo. Podczas spotkania we francuskim mieście Pau, FIS zadecydowała jednak, że wyniki z tych mistrzostw nie będą wliczane do klasyfikacji ogólnej, gdyż liczba zawodników była zbyt mała. Lauronen nigdy nie startował na igrzyskach olimpijskich.

## Osiągnięcia

### Mistrzostwa świata
| Miejsce | Dzień     | Rok  | Miejscowość | Konkurencja          | Czas biegu | Strata | Zwycięzca      |
| ------- | --------- | ---- | ----------- | -------------------- | ---------- | ------ | -------------- |
| 5.      | 27 lutego | 1938 | Lahti       | 50 stylem klasycznym | 4:06:09    | +1:42  | Kalle Jalkanen |
| 1.      | 28 lutego | 1938 | Lahti       | Sztafeta 4x10 km     | 2:38:42    | -      | -              |